# Grzebień jarzmowo-zębodołowy

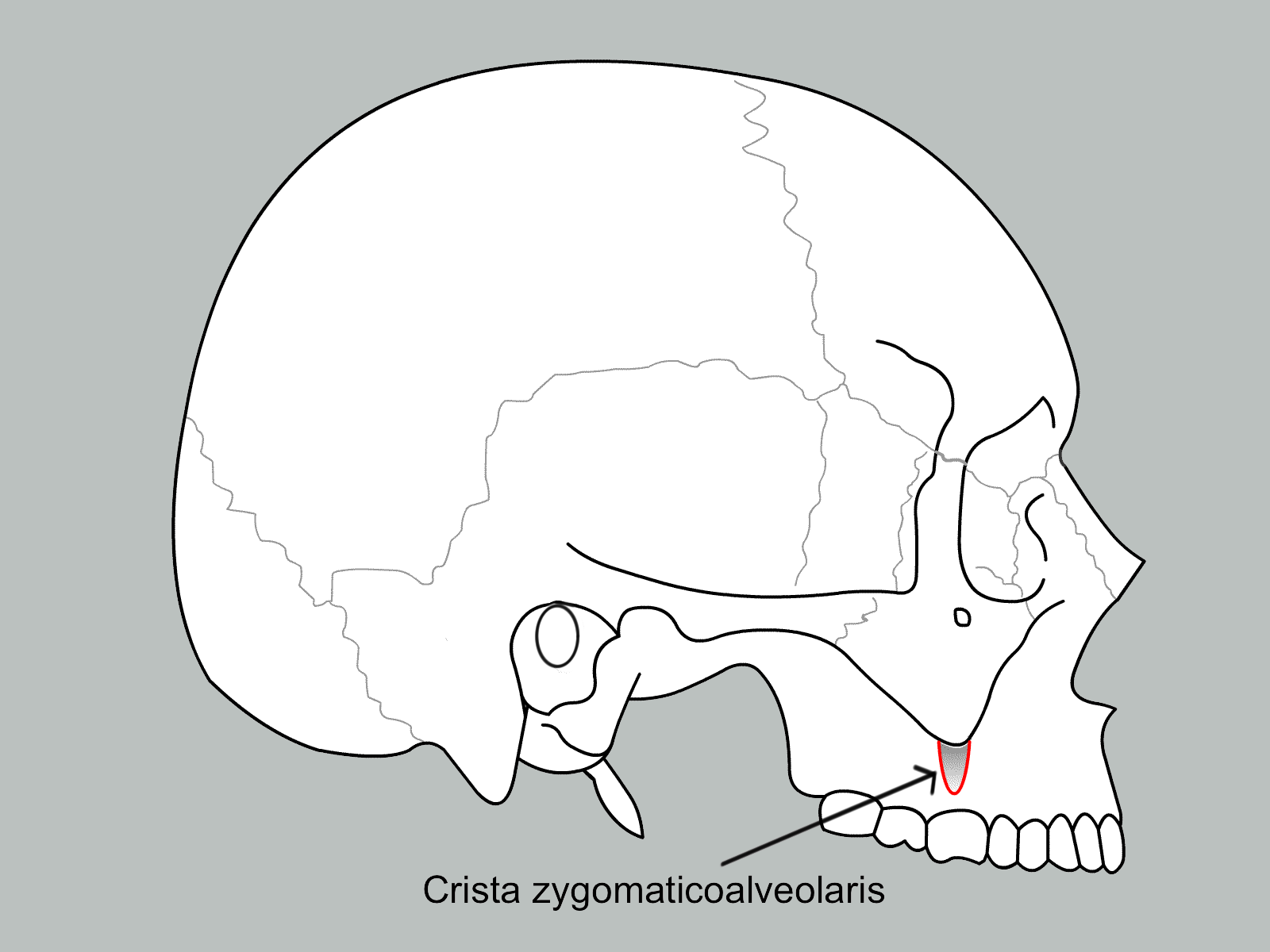
Czaszka z boku. Na czerwono zaznaczony grzebień jarzmowo-zębodołowy (crista zygomaticoalveolaris).

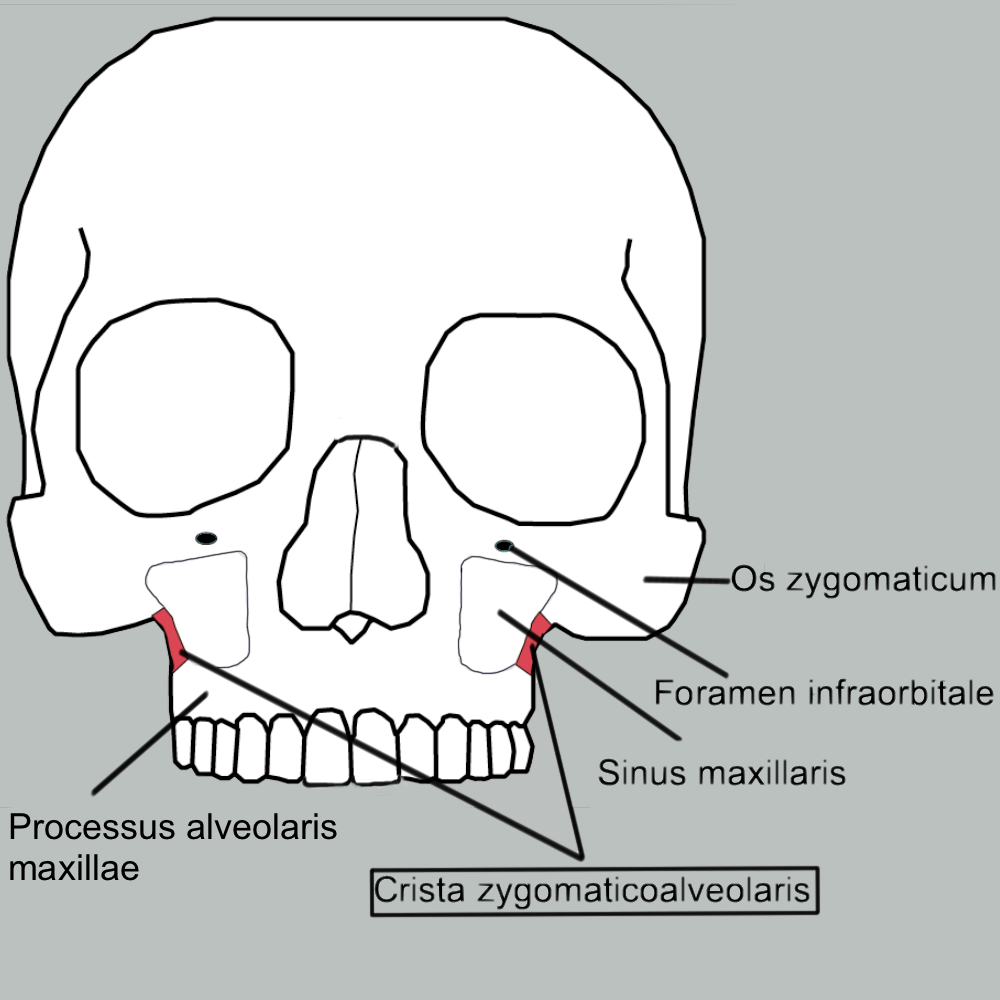
Czaszka od przodu. Na czerwono zaznaczony grzebień jarzmowo-zębodołowy (crista zygomaticoalveolaris).

Grzebień jarzmowo-zębodołowy (łac. crista zygomaticoalveolaris) – grzebień kostny biegnący u człowieka obustronnie od kości jarzmowej do wyrostka zębodołowego na wysokości pierwszego zęba trzonowego.